# Меног-и Храд
Меног-и Храд (ˈmeːnoːgiː xrad) или Дух Мудрости, также «Суждения духа разума» — один из наиболее важных вторичных текстов в зороастризме, написанный на среднеперсидском языке.

## Текст
Некоторые ученые считают, что этот текст был сначала написан на пазенде, а позже, с использованием пазендского текста, он был переписан на среднеперсидском языке, но другие считают, что этот текст первоначально был написан на среднеперсидском языке, а затем написан на пазенде, санскрите, гуджарати и персидском. Самыми старыми сохранившимися рукописями являются L19, найденные в Британской библиотеке, написанные пазендской транскрипцией и гуджарати, которые, как полагают, датируются 1520 годом. Одной из характеристик текста L19 является то, что слово Xrad «мудрость» по всему тексту пишется как Xard. Самая старая из сохранившихся пехлевийских версий этого текста — К43, хранящаяся в Королевской библиотеке Дании: она была привезена Н. Л. Вестергардом в 1843 году из Персии и переписана Михрабаном, сыном Аноширвана, в 1569 году. Предположительно текст был создан при последних Сасанидах.

## Содержание
Этот текст, также записанный пазендской транскрипцией как Минуй-е Х(е/а)рад и на новоперсидском языке Мину-йе Херад, представляет собой зороастрийскую книгу на пехлеви, состоящую из шестидесяти трёх глав (преамбула и шестьдесят два вопроса и ответа), в которых символический персонаж по имени Данаг (букв. «знающий, мудрый») задаёт вопросы олицетворению Духа Мудрости, который восхваляется в преамбуле и отождествляется в двух местах (2.95, 57.4) с врождённой мудростью (asn xrad). Книга, как и большинство среднеперсидских книг, основана на устной традиции и не имеет автора. Согласно преамбуле, Данаг в поисках истины путешествовал по многим странам, общался со многими учёными и узнавал о различных мнениях и верованиях. Когда он открыл силу xrad (1.51), к нему явился Дух Мудрости, чтобы ответить на его вопросы.
Книга относится к жанру литературы андарз («советы»), содержащей в основном практические мудрости о пользе умеренного употребления вина и вреде злоупотребления им (20, 33, 39, 50, 51, 54, 55, 59, 60), хотя советы по религиозным вопросам здесь тоже присутствуют. Например, есть отрывки о молчании во время еды (2.33-34); о том, что нельзя ходить без священного пояса (кошти) и нижней рубашки (содра; 2.35-36); о том, что нельзя ходить только в одном ботинке (2.37-38); о том, что нельзя мочиться стоя (2.39-40); о церемониях гаханбар и хамаг-ден (4.5); о возлиянии (zōhr) и церемонии ясна (yazišn; 5.13); о непогребении умерших (6.9); о браке с ближайшими родственниками (xwedodah) и опеке (stūrīh; 36); о вере в дуализм (42); о трёхкратной молитве и покаянии перед солнцем, луной и огнём (53). Одной из ключевых тем трактата является вера в Ормазда как творца и разрушительность Ахримана, а также вера в *stōš (четвёртое утро после смерти), воскресение и Окончательное Тело (tan ī pasēn; 63). В первой главе, которая является и самой длинной (110 абзацев), подробно рассматривается вопрос о том, что происходит с людьми после смерти и отделения души от тела.

## Издания и переводы
Меног-и Храд был впервые переведён на английский язык Э. У. Уэстом. На русский язык текст переведён в 1997 году О. М. Чунаковой.
- Зороастрийские тексты [Суждения Духа разума (Дадестан-и меног-и храд). Сотворение основы (Бундахишн) и другие тексты]. Памятники письменности Востока / Пер. Чунакова, Ольга Михайловна. Издательская фирма Восточная литература РАН. 1997 ISBN 9785020178984; 5020178985